# Gleb Shevchenko
Gleb Shevchenko (Mazyr, 17 de febrero de 1999) es un futbolista bielorruso que juega en la demarcación de lateral derecho para el F. C. Torpedo Moscú de la Liga Nacional de Fútbol de Rusia.

## Selección nacional
Tras jugar en varias categorías inferiores de la selección, finalmente hizo su debut con la selección de fútbol de Bielorrusia el 2 de junio de 2021 en un encuentro amistoso contra Azerbaiyán que finalizó con un resultado de 1-2 a favor del combinado azerí tras el gol de Maksim Skavysh para Bielorrusia, y de Badavi Hüseynov y Ramil Şeydayev para el combinado azerí.

## Clubes
| Club                      | País        | Año       | Partidos | Goles |
| ------------------------- | ----------- | --------- | -------- | ----- |
| F. C. Slavia Mozyr        | Bielorrusia | 2016-2020 | 94       | 7     |
| F. C. Shakhtyor Soligorsk | Bielorrusia | 2021-2023 | 77       | 1     |
| F. C. Torpedo Moscú       | Rusia       | 2023-     | 62       | 0     |

## Palmarés

### Títulos nacionales
| Título                      | Club                      | País        | Año  |
| --------------------------- | ------------------------- | ----------- | ---- |
| Supercopa de Bielorrusia    | F. C. Shakhtyor Soligorsk | Bielorrusia | 2021 |
| Liga Premier de Bielorrusia | F. C. Shakhtyor Soligorsk | Bielorrusia | 2021 |
| Supercopa de Bielorrusia    | F. C. Shakhtyor Soligorsk | Bielorrusia | 2023 |